# Jimmy Lidberg
Jimmy Lidberg (Farsta, 13 de abril de 1982) es un deportista sueco que compitió en lucha grecorromana. Su hermano Martin también compitió en lucha.
Participó en los Juegos Olímpicos de Londres 2012, obteniendo una medalla de bronce en la categoría de 96 kg. Ganó 3 medallas en el Campeonato Mundial de Lucha entre los años 2009 y 2011, y 4 medallas en el Campeonato Europeo de Lucha entre los años 2005 y 2009.

## Palmarés internacional
| Juegos Olímpicos   | Juegos Olímpicos      | Juegos Olímpicos  | Juegos Olímpicos |
| Año                | Lugar                 | Medalla           | Categoría        |
| ------------------ | --------------------- | ----------------- | ---------------- |
| 2012               | Londres (Reino Unido) | Medalla de bronce | 96 kg            |
| Campeonato Mundial |                       |                   |                  |
| Año                | Lugar                 | Medalla           | Categoría        |
| 2009               | Herning (Dinamarca)   | Medalla de plata  | 96 kg            |
| 2010               | Moscú (Rusia)         | Medalla de bronce | 96 kg            |
| 2011               | Estambul (Turquía)    | Medalla de plata  | 96 kg            |
| Campeonato Europeo |                       |                   |                  |
| Año                | Lugar                 | Medalla           | Categoría        |
| 2005               | Varna (Bulgaria)      | Medalla de plata  | 96 kg            |
| 2006               | Moscú (Rusia)         | Medalla de bronce | 96 kg            |
| 2007               | Sofía (Bulgaria)      | Medalla de plata  | 96 kg            |
| 2009               | Vilna (Lituania)      | Medalla de bronce | 96 kg            |